# Mühldorf (Baixa Áustria)
Mühldorf (Baixa Áustria) é um município da Áustria localizado no distrito de Krems-Land, no estado de Baixa Áustria.